# Тит Таций
Тит Таций или Тит Татий (на латински: Titus Tatius) в римската митология е сабински цар, който след отвличането на сабинянките напада Рим и превзема столицата благодарение на предателството на весталката Тарпея. Сабинянките обаче убедили Таций и Ромул да се помирят и впоследствие двамата управлявали съвместно римляните и сабините. Таций умрял (най-вероятно е бил убит) скоро след това, оставяйки Ромул единствен владетел и поради това сабинът не се смята за един от „Седемте царе на Рим“.
Тази легенда е разказана от Тит Ливий, но реалното съществуване и положение на Таций са напълно несигурни. Варон споменава за него като цар на Рим, който разширил града и установил определени култове, но може това да е бил просто епоним на племето на тициите или дори измислица, която да служи като прецедент за колегиално съдийство.